# Vincent Elbaz

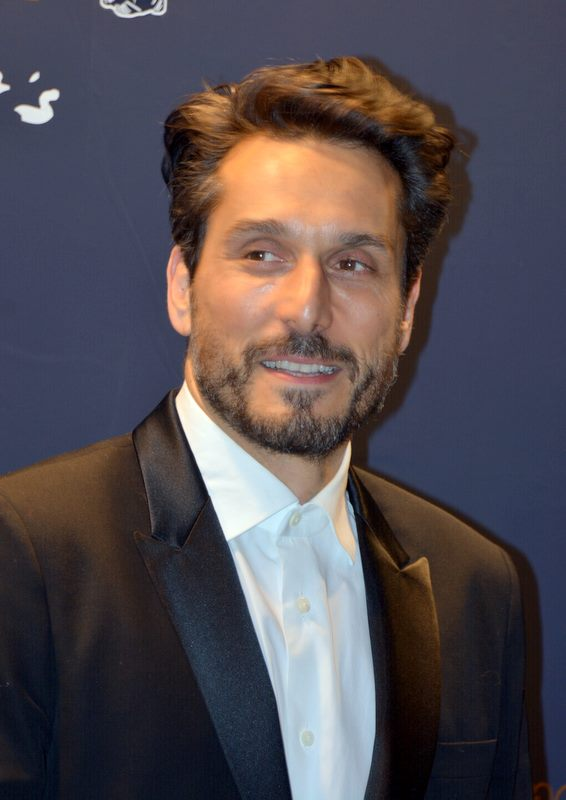
Vincent Elbaz bei der Verleihung des César 2017

Vincent Elbaz (* 3. Februar 1971 in Paris) ist ein französischer Schauspieler marokkanischer Abstammung.

## Leben
Elbaz kam als Sohn marokkanischer Sephardim in Paris zur Welt und wuchs in Chilly-Mazarin auf. Er absolvierte zwei Jahre lang ein Schauspielstudium am Cours Florent und war zunächst von 1992 bis 1995 am Theater als Schauspieler tätig. Unter anderem spielte er in Stücken von Carlo Goldoni (La plaisante aventure, 1992) und Rainer Werner Fassbinder (Katzelmacher, 1993).
Im Jahr 1994 gab Elbaz in Cédric Klapischs Abschlussklasse: Wilde Jugend – 1975 an der Seite von Romain Duris und Hélène de Fougerolles sein Leinwanddebüt; in den Jahren 1999 (Peut-être) und 2003 (Ihr letzter Coup) arbeitete er erneut unter der Regie von Klapisch. Seinen Durchbruch als Filmschauspieler erlebte Elbaz 1997 in Thomas Gilous erfolgreicher Filmkomödie Lügen haben kurze Röcke. Für seine Darstellung des Mathieu Lacaze in Philippe Harels Erfolgskomödie Singles unterwegs wurde Elbaz 1998 für einen César in der Kategorie Bester Nachwuchsdarsteller nominiert. Im Jahr 1998 erhielt Elbaz zudem den Jean-Gabin-Preis. Neben Kinofilmen spielt Elbaz gelegentlich auch Fernsehrollen, so übernahm er die Hauptrolle in der Fernsehserie No Limit, die von 2012 bis 2015 ausgestrahlt wurde.
Elbaz war drei Jahre lang mit Marie Gillain liiert, die er 2001 am Set von Absolument fabuleux kennengelernt hatte. Aus seiner folgenden Beziehung mit Choreografin und Schauspielerin Mette Berggreen, mit der er 2007 am Film Gene Broadway – Tanz … oder Liebe? zusammengearbeitet hatte, hat Elbaz eine Tochter. Das Paar trennte sich 2010. Elbaz ist seit 2014 mit Journalistin Fanny Conquy verheiratet; das Paar hat einen Sohn.

## Filmografie (Auswahl)
- 1994: Abschlussklasse: Wilde Jugend – 1975 (Le péril jeune)
- 1996: Kinder des Scheusals (Enfants de salaud)
- 1997: Singles unterwegs (Les randonneurs)
- 1997: Lügen haben kurze Röcke (La vérité si je mens!)
- 1998: Schule der Verführung (Petits désordres amoureux)
- 2000: Die Sache mit dem Sex & der Liebe (La parenthèse enchantée)
- 2002: Küss mich, wenn du willst (Embrassez qui vous voudrez)
- 2003: Ihr letzter Coup (Ni pour ni contre (bien au contraire))
- 2005: Die drei Musketiere (D’Artagnan et les trois mousquetaires)
- 2005: Love Is in the Air (Ma vie en l’air)
- 2005: Das Parfüm der Dame in Schwarz (Le parfum de la dame en noir)
- 2007: Gene Broadway – Tanz … oder Liebe? (J’aurais voulu être un danseur)
- 2008: Les randonneurs à Saint-Tropez
- 2009: Auf der Parkbank (Bancs publics (Versailles rive droite))
- 2010: The Assault (L’assaut)
- 2012–2015: No Limit (TV-Serie)
- 2014: Madame Mallory und der Duft von Curry (The Hundred Foot Journey)
- 2016: Zum Verwechseln ähnlich (Il a déjà tes yeux)
- 2016: Die Grundschullehrerin (Primaire)
- 2018: Kein Mann für leichte Stunden (Je ne suis pas un homme facile)
- 2018: Lieber Antoine als gar keinen Ärger (En liberté !)
- 2018: Le Jeu – nichts zu verbergen (Le jeu)
- 2019: Andy
- 2021: Mystère: Victorias geheimnisvoller Freund (Mystère)
- 2023: It’s raining men (Iris et les hommes)
- 2023: Vivants
- 2023: Le livre des solutions

## Auszeichnungen
- 1998: César-Nominierung, Bester Nachwuchsdarsteller, für Singles unterwegs
- 1998: Jean-Gabin-Preis
- 2003: Molière-Nominierung, Bester Nebendarsteller für Hysteria